# 10552 Stockholm
A 10552 Stockholm (ideiglenes jelöléssel 1993 BH13) a Naprendszer kisbolygóövében található aszteroida. Eric Walter Elst fedezte fel.